# Естай, Серик Естаевич
Серик Естаевич Естай — казахстанский менеджер высшего звена, генеральный директор ТОО «Газопровод Бейнеу-Шымкент» (с марта 2016 года).
Родился 28 сентября 1967 года в поселке Шаян Байдибекского района Южно-Казахстанской области. Сын Естая Шукеева - директора совхоза.
Окончил Алма-Атинский энергетический институт по специальности инженер-электрик (1992) и Казахскую государственную юридическую академию (2002).
В 1992—2002 гг. работал в различных инженерных и руководящих должностях в организациях, в основном связанных с энергетикой.
- 2002—2003 главный менеджер отдела внутренней транспортировки газа и клиринга департамента транспортировки газа и маркетинга, начальник управления по работе с регионами, заместитель генерального директора ЗАО «КазТрансГаз»;
- 2003—2004 заместитель генерального директора по общим вопросам управления магистральных газопроводов «Южный» ЗАО «Интергаз Центральная Азия»;
- 2004 заместитель генерального директора, первый заместитель генерального директора ЗАО «КазТрансГаз Дистрибьюшн»;
- 2004—2007 генеральный директор АО «КазТрансГаз Аймак»;
- 2007—2015 генеральный директор АО «Интергаз Центральная Азия»;
- 2015—2016 первый заместитель генерального директора АО «КазТрансГаз»;
- с марта 2016 генеральный директор ТОО «Газопровод Бейнеу-Шымкент» -  крупнейшего трубопроводного проекта за всю историю независимого Казахстана.

Кандидат технических наук.
Брат — Умирзак Естаевич Шукеев.